# 827 Wolfiana
827 Wolfiana је астероид главног астероидног појаса чија средња удаљеност од Сунца износи 2,274 астрономских јединица (АЈ). 
Апсолутна магнитуда астероида је 13,2 а геометријски албедо 0,143.